# エルマー・ニクランダー
エルマー・ニクランダー (Elmer Konstantin Niklander、1890年1月19日 - 1942年11月12日)は、フィンランドの元陸上競技選手。主に円盤投と砲丸投の選手であった。1912年ストックホルムオリンピックでは円盤投(両手投げ)で銀メダルを、砲丸投(両手投げ)で銅メダルを獲得した。その後、彼の競技生活は第一次世界大戦によって中断を余儀なくされるが、1920年アントワープオリンピックに戻ってきた彼は、円盤投で金メダルを獲得。さらに砲丸投でも銀メダルを獲得し、8年前を上回る記録を残した。
1924年パリオリンピックにも出場し、開会式においてフィンランド選手団の旗手を務めた。